# Волче (Півка)
Волче (словен. Volče) — поселення в общині Півка, Регіон Нотрансько-крашка, Словенія. Висота над рівнем моря: 587,8 м.